# Ptyelus hirsutus
Ptyelus hirsutus är en insektsart som först beskrevs av Kirby 1891.  Ptyelus hirsutus ingår i släktet Ptyelus och familjen spottstritar. Inga underarter finns listade i Catalogue of Life.